# Alphonse Thommerot
Alphonse Thommerot, né le 18 juin 1898 à Guer et mort le 13 mars 1972 à Malestroit, est un prêtre et chanoine breton. Après la Seconde Guerre mondiale, il a fait construire à Rieux (Morbihan) l'église Saint-Melaine, considérée comme une œuvre architecturale significative de style néo-roman breton.

## Biographie
Alphonse Thommerot est né à Guer le 18 juin 1898.
Après son ordination en 1924, il a dirigé l'école libre de Loyat pendant dix ans, puis est devenu vicaire à Ploërmel.
Puis, installé à Rieux le 7 juin 1945, le nouveau recteur se montre très actif en matière de maîtrise d'ouvrage et d'architecture. 
Grand passionné d'architecture, il s'est attaché notamment à la reconstruction des édifices paroissiaux de la paroisse fort endommagés par la guerre 1939-1945, dont les écoles chrétiennes, le presbytère, et enfin l'église, qui est considéré comme un chef-d'œuvre d'architecture contemporaine du XXe siècle de style "néo-roman breton", terminée en 1956.
À la suite d'un violent différend avec la mairie au sujet de la rénovation du presbytère de la paroisse en 1959, l'abbé Thommérot se voit envoyé en disgrâce dans la petite paroisse de Coët-Bugat, jusqu'en 1969. 
Puis, il se retire au Thélin, où il meurt le 13 mars 1972.
Il est inhumé dans un tombeau dans l'église qu'il a fait reconstruire, à Rieux, derrière la grille de l'autel de la bienheureuse Françoise d'Amboise.

## Sources
- Georges Le Cler, Rieux, un demi-siècle de mutation, 1994
- Henri Le Breton, Le Pays de Rieux, 1957
- Pierre Le Callez, Histoire de l'architecture bretonne, 2005